# Caprichromis liemi
Caprichromis liemi är en fiskart som först beskrevs av Mckaye och Kenneth Kent Mackenzie 1982.  Caprichromis liemi ingår i släktet Caprichromis och familjen Cichlidae. IUCN kategoriserar arten globalt som livskraftig. Inga underarter finns listade.